# JBCスプリント
JBCスプリント（ジェイビーシースプリント）は、日本のJBC実行委員会と施行競馬場を管轄する競馬主催者が、各地の競馬場で持ち回り開催する重賞競走 (JpnI)である。農林水産大臣が賞を提供しており、正式名称は「農林水産大臣賞典 JBCスプリント」と表記される（2018年のみJRA京都競馬場開催のため、「農林水産省賞典 JBCスプリント」として施行）。
副賞は、農林水産大臣賞、JBC協会会長賞、日本中央競馬会理事長賞、地方競馬全国協会理事長賞、日本馬主協会連合会長奨励賞、日本地方競馬馬主振興協会会長賞、全国公営競馬主催者協議会会長賞、佐賀県知事賞、佐賀県競馬組合管理者賞（2024年）。

## 概要
アメリカ合衆国のブリーダーズカップに範をとりながら、将来的にダートの各カテゴリー（年齢・性別・距離など）におけるチャンピオン決定戦とすべく、2001年（平成13年）に生産者が主導して実施する「JBC競走」のひとつとして、JBCクラシックとともに創設された。のちに創設されたJBCレディスクラシックとともに、2019年までは3つのJpnI競走が同一日に同一の競馬場で施行されている。開催地は固定されておらず、各地の競馬場が持ち回りで施行している。2020年からはJBC2歳優駿の新設により、同日に2場で開催されている。

距離はダート1200mを原則としているが、施行場の距離設定の都合により前後する場合がある。

## 競走条件・賞金
以下の内容は、2024年の開催概要に基づく。

### 競走条件
施行場・距離
佐賀競馬場ダート1400m
出走資格
サラブレッド系3歳以上
- 父馬が、一般社団法人ジャパンブリーダーズカップ協会に当該馬の生産年度に有効な種牡馬登録されている馬
- 父馬がJBC協会に種牡馬登録されていない馬は、当該馬の馬主がJBC協会の定める「追加登録料（1着賞金の2%相当額）」をJBC協会に支払えば、当該年、当該馬に係る同種牡馬登録がなされたものとして出走が可能。

- 出走可能頭数：12頭
- 出走枠
  - 中央競馬所属馬：フルゲートの概ね1/3の頭数
  - 地方競馬所属馬：フルゲート頭数より中央所属馬頭数を除いた頭数

出走馬の選定方法
中央地方所属ともに優先出走権保持馬が最優先で、
中央所属馬は以下の順
1. 該当する競走条件の上位の順
2. 競走条件が同一の場合は通算の収得賞金額に過去1年間の収得賞金額と過去2年間のGI (Jpn1)における収得賞金額の合計額順。同額の場合は抽選。

地方所属馬は以下の順。
1. 選定日時点のレーティング上位2頭
2. 残りの出走枠の概ね半数は以下の順で選定。
  1. 2歳戦を除く過去3年のGI (Jpn1)競走1，2着馬および過去1年間のGII (Jpn2)・GIII(Jpn3)、および2歳GI (Jpn1)優勝馬（頭数超過の場合は原則レーティング順）
  2. 2歳戦を除く過去3年間のGI(Jpn1)3着馬及び、過去1年間のGII (Jpn2)とGIII (Jpn3)2，3着馬および2歳GI2、3着馬着馬（頭数超過の場合は原則レーティング順）
3. さらに残った枠については近走の実績、JBC指定競走の勝ち馬、上記2つの基準による実施場及び実施地区の所属馬並びに地方競馬各ブロック所属馬の選定状況、選定日時点のレーディングを参考に選定。

#### トライアル競走
以下の競走の優勝馬に優先出走権が与えられる。
| 競走名                         | 格    | 競馬場     | 距離        | 備考                                            |
| ------------------------------ | ----- | ---------- | ----------- | ----------------------------------------------- |
| 東京盃                         | JpnII | 大井競馬場 | ダート1200m | 本競走のみ優先出走権付与                        |
| マイルチャンピオンシップ南部杯 | JpnI  | 盛岡競馬場 | ダート1600m | 本競走かJBCクラシックのいずれかの優先出走権付与 |

上記のほか、各地区地方競馬で施行される一部の重賞競走が「JBC指定競走」として、JBC出走馬選定要領により定められている。優先出走権の付与はないが、選定にあたってその成績が重要視される。

#### 負担重量
定量。3歳56kg、4歳以上57kg、牝馬2kg減

### 賞金等
賞金額
2024年の賞金額は、1着8000万円、2着2560万円、3着1440万円、4着960万円、5着640万円、着外賞は6着300万円、7着200万円、8着100万円、9着以下50万円
生産者賞
1着馬から5着馬の生産牧場、および当該馬の母馬に種付けした時点の種牡馬登録者に対し、それぞれ生産牧場賞および種牡馬登録者賞としてJBC協会から当該賞金の2.5%相当額を支給する。ただし、追加登録料を支払って出走した馬が入着した場合は、JBC協会が定めるところにより、生産者賞は支給しない。
その他
シルバーステートの配合権利が優勝馬馬主に贈られる。

## 歴史

### 年表
- 2001年
  - サラ系3歳以上の馬による重賞競走として創設、大井競馬場・ダート1200mで施行。
  - ダートグレード競走としてGIに格付け。
- 2005年
  - 株式会社FDOが協賛（2006年まで）。
  - この年のみ、競走馬関連情報サイト「フサイチネット」を冠にした「フサイチネット協賛 農林水産大臣賞典 JBCスプリント」として施行。
- 2007年 - 国際セリ名簿基準委員会（ICSC）の勧告に伴い、格付け表記をJpnIに変更。
- 2018年 - 初めて中央競馬（京都競馬場）で施行。

### 歴代優勝馬
すべてダートコースで施行。タイム欄のRはコースレコードを示す。
競走名は第6回のみ「JBCマイル」、ほかは「JBCスプリント」。
1着賞金は創設から2010年まで8000万円で、2011年より6000万円に減額されたが、2022年に創設当初の8000万円に戻された。なお、2018年のJRA開催の際は1着賞金7000万円に設定された。
| 回数   | 施行日         | 競馬場 | 距離  | 優勝馬             | 性齢 | 所属 | タイム  | 優勝騎手   | 管理調教師 | 馬主                                 |
| ------ | -------------- | ------ | ----- | ------------------ | ---- | ---- | ------- | ---------- | ---------- | ------------------------------------ |
| 第1回  | 2001年10月31日 | 大井   | 1200m | ノボジャック       | 牡4  | JRA  | 1:11.1  | 蛯名正義   | 森秀行     | （有）池ばた                         |
| 第2回  | 2002年11月4日  | 盛岡   | 1200m | スターリングローズ | 牡5  | JRA  | 1:11.4  | 福永祐一   | 北橋修二   | （株）協栄                           |
| 第3回  | 2003年11月3日  | 大井   | 1190m | サウスヴィグラス   | 牡7  | JRA  | 1:09.7  | 柴田善臣   | 高橋祥泰   | 南波壽                               |
| 第4回  | 2004年11月3日  | 大井   | 1200m | マイネルセレクト   | 牡5  | JRA  | 1:10.6  | 武豊       | 中村均     | （株）サラブレッドクラブ・ラフィアン |
| 第5回  | 2005年11月3日  | 名古屋 | 1400m | ブルーコンコルド   | 牡5  | JRA  | 1:25.3  | 幸英明     | 服部利之   | （株）荻伏レーシング・クラブ         |
| 第6回  | 2006年11月2日  | 川崎   | 1600m | ブルーコンコルド   | 牡6  | JRA  | 1:39.6  | 幸英明     | 服部利之   | （株）荻伏レーシング・クラブ         |
| 第7回  | 2007年10月31日 | 大井   | 1200m | フジノウェーブ     | 牡5  | 大井 | 1:11.0  | 御神本訓史 | 高橋三郎   | 大志総合企画（株）                   |
| 第8回  | 2008年11月3日  | 園田   | 1400m | バンブーエール     | 牡5  | JRA  | 1:25.6  | 松岡正海   | 安達昭夫   | （有）バンブー牧場                   |
| 第9回  | 2009年11月3日  | 名古屋 | 1400m | スーニ             | 牡3  | JRA  | 1:25.9  | 川田将雅   | 吉田直弘   | 吉田和美                             |
| 第10回 | 2010年11月3日  | 船橋   | 1000m | サマーウインド     | 牡5  | JRA  | 57.60   | 藤岡佑介   | 庄野靖志   | （株）ヒダカ・ブリーダーズ・ユニオン |
| 第11回 | 2011年11月3日  | 大井   | 1200m | スーニ             | 牡5  | JRA  | 1:10.1R | 川田将雅   | 吉田直弘   | 吉田和美                             |
| 第12回 | 2012年11月5日  | 川崎   | 1400m | タイセイレジェンド | 牡5  | JRA  | 1:26.6R | 内田博幸   | 矢作芳人   | 田中成奉                             |
| 第13回 | 2013年11月4日  | 金沢   | 1400m | エスポワールシチー | 牡8  | JRA  | 1.27.1  | 後藤浩輝   | 安達昭夫   | （株）友駿ホースクラブ               |
| 第14回 | 2014年11月3日  | 盛岡   | 1200m | ドリームバレンチノ | 牡7  | JRA  | 1:09.0  | 岩田康誠   | 加用正     | セゾンレースホース（株）             |
| 第15回 | 2015年11月3日  | 大井   | 1200m | コーリンベリー     | 牝4  | JRA  | 1:10.9  | 松山弘平   | 小野次郎   | 伊藤恵子                             |
| 第16回 | 2016年11月3日  | 川崎   | 1400m | ダノンレジェンド   | 牡6  | JRA  | 1:27.2  | M.デムーロ | 村山明     | （株）ダノックス                     |
| 第17回 | 2017年11月3日  | 大井   | 1200m | ニシケンモノノフ   | 牡6  | JRA  | 1:11.4  | 横山典弘   | 庄野靖志   | 西森鶴                               |
| 第18回 | 2018年11月4日  | 京都   | 1200m | グレイスフルリープ | 牡8  | JRA  | 1:10.4  | C.ルメール | 橋口慎介   | 前田晋二                             |
| 第19回 | 2019年11月4日  | 浦和   | 1400m | ブルドッグボス     | 牡7  | 浦和 | 1:24.9  | 御神本訓史 | 小久保智   | HimRockRacingホールディングス（株）  |
| 第20回 | 2020年11月3日  | 大井   | 1200m | サブノジュニア     | 牡6  | 大井 | 1:10.7  | 矢野貴之   | 堀千亜樹   | 中川三郎                             |
| 第21回 | 2021年11月3日  | 金沢   | 1400m | レッドルゼル       | 牡5  | JRA  | 1:24.6R | 川田将雅   | 安田隆行   | （株）東京ホースレーシング           |
| 第22回 | 2022年11月3日  | 盛岡   | 1200m | ダンシングプリンス | 牡6  | JRA  | 1:09.1  | 三浦皇成   | 宮田敬介   | 吉田千津                             |
| 第23回 | 2023年11月3日  | 大井   | 1200m | イグナイター       | 牡5  | 兵庫 | 1:12.0  | 笹川翼     | 新子雅司   | 野田善己                             |
| 第24回 | 2024年11月4日  | 佐賀   | 1400m | タガノビューティー | 牡7  | JRA  | 1:26.8  | 石橋脩     | 西園正都   | 八木良司                             |
| 第25回 | 2025年11月3日  | 船橋   | 1000m |                    |      |      |         |            |            |                                      |
| 第26回 | 2026年11月3日  | 金沢   | 1400m |                    |      |      |         |            |            |                                      |